# Бонишин
Бони́шин — село в Україні, у Золочівській міській громаді Золочівського району Львівської області. Населення — 138 осіб (станом на 2001 рік).

## Географічне розташування
Село Бонишин розташоване у центрі Золочівського району, за 64 км від обласного центру та 7 км від районного центру. Фізична відстань до Києва — 392,7 км.

## Історія
З 1918 до 1939 року село перебувало у складі Польщі[джерело?].

## Населення
Станом на 1989 рік у селі проживало 157 осіб, серед них — 72 чоловіки та 85 жінок.
За переписом населення 2001 року у селі проживало 138 осіб. 
Рідною мовою назвали:
| Мова       | Кількість осіб | Відсоток |
| ---------- | -------------- | -------- |
| українська | 138            | 100 %    |

### Мовні особливості
У селі побутує говірка наддністрянського говору. До «Наддністрянського реґіонального словника» внесено такі слова та фразеологізми, вживані у Бонишині:
- алярм (тривога)[8],
- баба (сніп жита, який на Святий вечір ставлять у кутку кімнати та зберігають упродовж Різдвяних свят)[9],
- баламут (торба, у якій дорогою коням дають сіно)[10],
- бандзовисько (картоплиння, бадилля картоплі)[11],
- бандзолинє (гичка картоплі)[12],
- банц (картопля)[11],
- баранєчі ріжки (вид грибів Ramaria botrytis)[13],
- бас (частина комина на горищі)[14],
- водянка (трава, що росте у воді при березі річки)[15],
- вокописько (місце поховання тварин)[16],
- вуґонук (черга)[17],
- горлу (горло)[18],
- дувбак (дятел)[19],
- їжє (їжа)[20],
- кічка (дитяча гра, у якій вибивають із ямки паличку)[21],
- козар (порхавка)[22],
- милувані (милування)[23],
- пусад (місце, де сидить наречена на весіллі)[24],
- путні (відро)[25],
- йти в стрілку (рости [про жито])[26],
- стулец (стовба, деталь плуга)[27].

## Відома особа
Уродженець села:
- Юрій Гулик (1968—2022) — майор Національної гвардії України, учасник російсько-української війни[28]